# Сілвія Каррес
Сілвія Каррес (нід. Sylvia Karres, 8 листопада 1976) — нідерландська хокеїстка на траві.
Срібна призерка Олімпійських Ігор 2004 року.
Переможниця Трофею чемпіонів 2005 року, бронзова призерка 2003, 2006 років.